# Chrysomphalina aurantiaca
Chrysomphalina aurantiaca är en svampart som först beskrevs av Peck, och fick sitt nu gällande namn av Redhead 1987. Chrysomphalina aurantiaca ingår i släktet Chrysomphalina och familjen Hygrophoraceae.   Inga underarter finns listade i Catalogue of Life.